# Jacu-estalo-escamoso
Cuco-terrestre-escamoso ou jacu-estalo-escamoso (nome científico: Neomorphus squamiger) é uma espécie de ave da família dos cuculídeos. É endêmica da floresta amazônica perto do rio Tapajós no Brasil, mas existe muita confusão sobre os limites exatos de sua extensão e as características úteis para separá-la do jacu-estalo-comum, uma outra espécie muita parecida que tem sido por vezes considerado uma subespécie deste último.